# Grandson (Musiker)

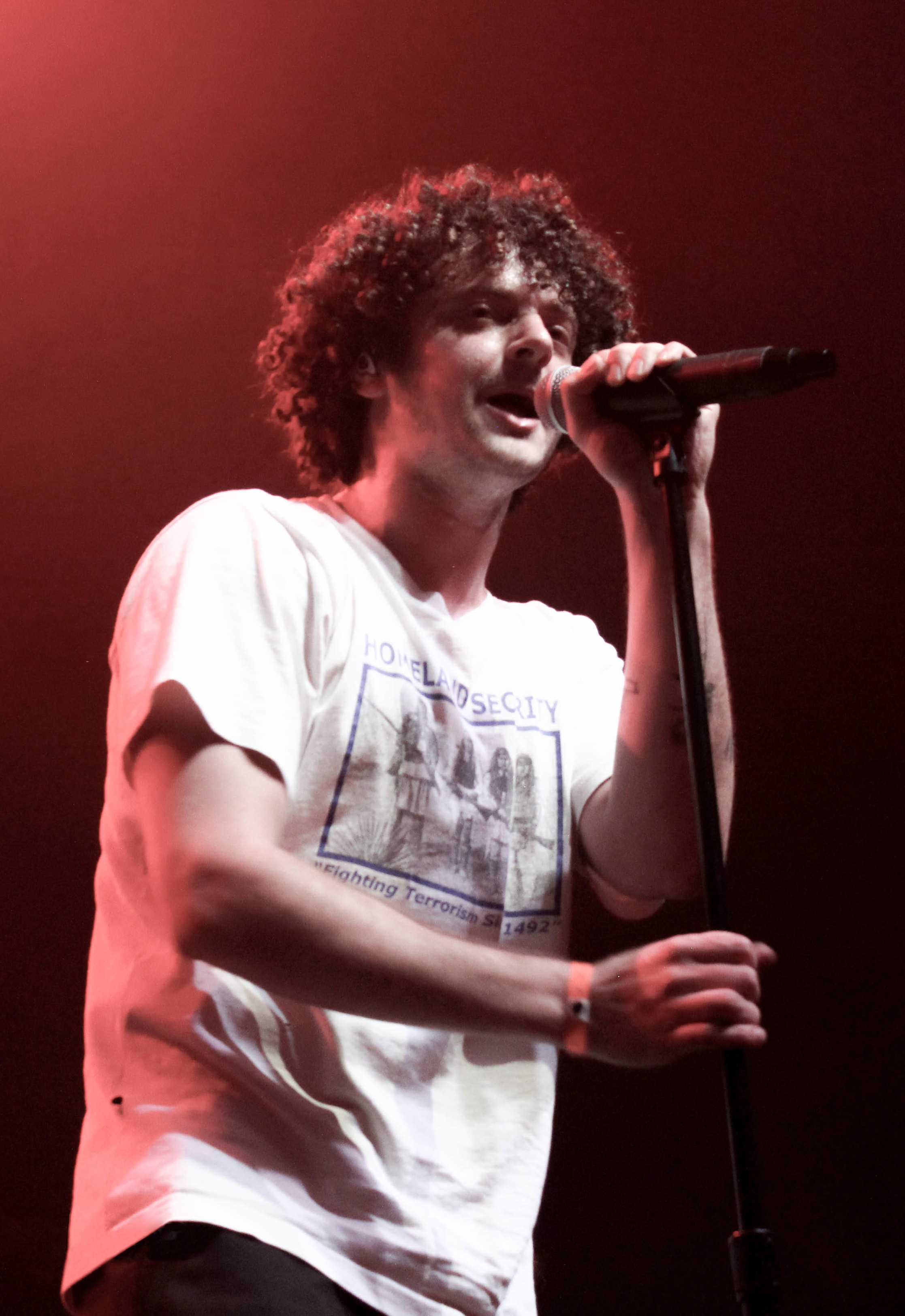
Grandson bei einem Auftritt in Las Vegas (2019)

Grandson, bürgerlich Jordan Edward Benjamin (* 25. Oktober 1993 in Englewood, New Jersey) ist ein kanadisch-US-amerikanischer Musiker. Er steht bei Fueled by Ramen und RCA Records unter Vertrag. Seine Texte befassen sich mit zeitgemäßen Problemen, welche wenig Aufmerksamkeit von den Medien und der Öffentlichkeit bekommen.

## Werdegang

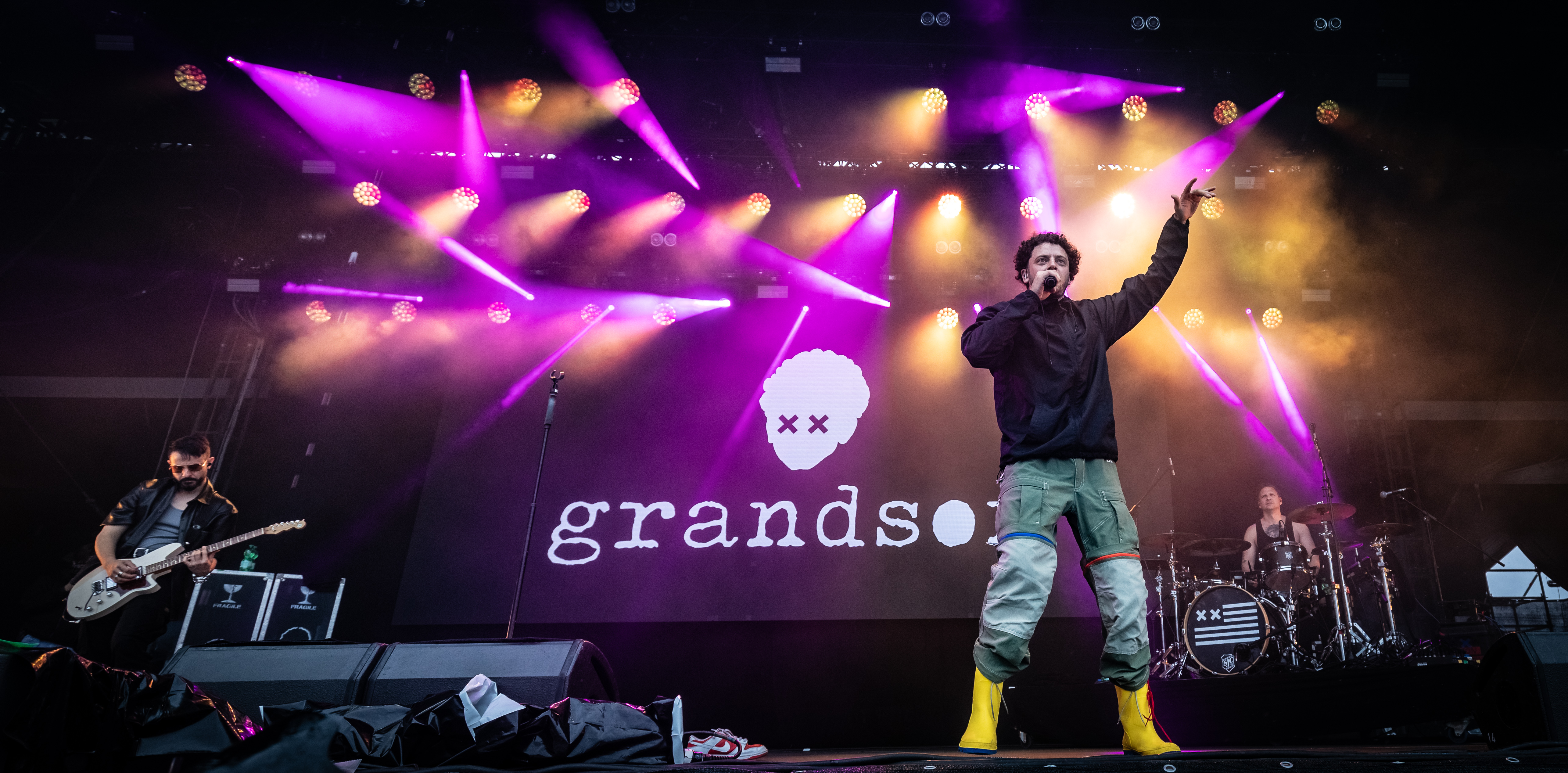
Grandson live bei Rock am Ring 2022

Benjamin veröffentlicht seit Anfang 2016 unter dem Pseudonym „grandson“ Musik. 2017 unterschrieb er einen Vertrag mit dem Label RCA Records.
Seit April 2018 ist er bei Fueled by Ramen unter Vertrag und veröffentlichte die Singles „Blood//Water“, welches es in die Billboard-Charts schaffte und „Thoughts & Prayers“. Dieses Lied kritisiert die amerikanischen Waffengesetze und den politischen Umgang mit ihnen.
Am 23. September 2020 kündigte er sein Debütalbum Death of an Optimist (kurz „DOAO“) an, welches am 4. Dezember 2020 erschien und sich neben gesellschaftskritischen Themen auch mit der eigenen Identitätsfindung befasst. Hierfür hat grandson den Charakter „x“ ins Leben gerufen, welcher in Hinsicht auf das Album seine „dunkle Seite“ darstellt.

## Privates
Er wurde am 25. Oktober 1993 in Englewood, New Jersey geboren, zog allerdings mit drei Jahren nach Toronto in Kanada um und hat die Staatsbürgerschaft beider Länder.
2014 zog er nach Los Angeles, um sich seiner Musikerkarriere zu widmen.

## Diskografie

### Alben
- 2020: Death of an Optimist[7]
- 2023: I Love You, I’m Trying[8]

### EPs
- 2018: A Modern Tragedy Vol. 1 (CA: Gold)
- 2019: A Modern Tragedy Vol. 2
- 2019: A Modern Tragedy Vol. 3

### Singles
- 2016: Bills[9]
- 2016: Bury Me Face Down (CA: Gold)
- 2017: Kiss Bang
- 2017: Best Friends
- 2017: War
- 2017: Blood // Water (DE: Gold, AT: Platin, UK: Gold, US: ×2Doppelplatin , CA: ×3Dreifachplatin )
- 2018: Overdose
- 2018: Thoughts & Prayers
- 2018: Apologize (CA: Gold)
- 2019: Maria (Cover / Rage Against the Machine)
- 2019: Despicable
- 2019: Rock Bottom
- 2019: Oh No!!!
- 2019: Happy Pill (mit Moby Rich)
- 2020: Peaches (mit K.Flay)
- 2020: Whole Lotta (mit DREAMERS)
- 2020: How Bout Now (mit phem)
- 2020: Again (mit Zero 9:36)
- 2020: Identity
- 2020: Riptide
- 2020: Dirty (CA: Gold)
- 2020: One Step Closer (Cover / Linkin Park)
- 2020: We Did It!!!
- 2023: Enough

## Auszeichnungen für Musikverkäufe
| Goldene Schallplatte - Frankreich - 2022: für die Single Blood // Water - Portugal - 2022: für die Single Blood // Water Platin-Schallplatte - Brasilien - 2021: für die Single Blood // Water | 2× Platin-Schallplatte - Australien - 2023: für die Single Blood // Water - Polen - 2021: für die Single Blood // Water |

| Land/RegionAuszeichnungen für Musikverkäufe (Land/Region, Auszeichnungen, Verkäufe, Quellen) | Gold     | Platin       | Verkäufe  | Quellen             |
| -------------------------------------------------------------------------------------------- | -------- | ------------ | --------- | ------------------- |
| Australien (ARIA)                                                                            | —        | 2× Platin2   | 140.000   | aria.com.au         |
| Brasilien (PMB)                                                                              | —        | Platin1      | 40.000    | pro-musicabr.org.br |
| Deutschland (BVMI)                                                                           | Gold1    | —            | 200.000   | musikindustrie.de   |
| Frankreich (SNEP)                                                                            | Gold1    | —            | 100.000   | snepmusique.com     |
| Kanada (MC)                                                                                  | 4× Gold4 | 3× Platin3   | 400.000   | musiccanada.com     |
| Österreich (IFPI)                                                                            | —        | Platin1      | 30.000    | ifpi.at             |
| Polen (ZPAV)                                                                                 | —        | 2× Platin2   | 100.000   | olis.pl             |
| Portugal (AFP)                                                                               | Gold1    | —            | 5.000     | Einzelnachweise     |
| Vereinigte Staaten (RIAA)                                                                    | —        | 2× Platin2   | 2.000.000 | riaa.com            |
| Vereinigtes Königreich (BPI)                                                                 | Gold1    | —            | 400.000   | bpi.co.uk           |
| Insgesamt                                                                                    | 8× Gold8 | 11× Platin11 |           |                     |